# El último cartucho
El último cartucho es un óleo del pintor peruano Juan Lepiani realizado en 1894. Actualmente se conserva en el Museo de los Combatientes del Morro de Arica (Lima).

## Sobre el autor
Juan Lepiani (1864-1932) fue un pintor natural de Lima, que desde la última década del siglo XIX se hizo conocido por sus óleos inspirados en temas históricos y patrióticos, especialmente en episodios memorables de la guerra del Pacífico. En 1903 se trasladó a Europa y radicó hasta su fallecimiento en Italia, exceptuando un esporádico regreso al Perú en 1928-1929.

## Historia y descripción de la obra

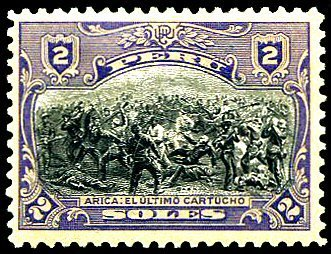
La pintura en un sello postal de 1922

El último cartucho representa una escena cumbre de la batalla de Arica, librada en el marco de la Guerra del Pacífico (1879-1883). 
La pintura muestra en un plano central al anciano coronel peruano Francisco Bolognesi, jefe de la plaza de Arica, que yace caído en el suelo y con revólver en mano, cumpliendo su promesa de pelear «hasta quemar el último cartucho». Es el último instante de su vida, antes de recibir el culatazo mortal en la cabeza. A su lado yace caído el Capitán de Navío AP Juan Guillermo More, vestido con uniforme de marino, luego de batirse bravamente con un revólver en una mano y un sable en la otra. More era el desventurado comandante de la fragata Independencia, que naufragara durante el combate de Punta Gruesa, tras lo cual pasó a servir junto con sus marinos en las baterías del Morro de Arica. 
El que está parado al fondo es Roque Sáenz Peña, donde se aprecia siendo detenido por los chilenos.
Complementan la escena del cuadro el resto de combatientes, que libran una feroz lucha cuerpo a cuerpo, a sable y bayoneta. Los infantes peruanos visten de blanco y los marinos de la Independencia lucen uniforme completamente azul.